# Acné mécanique
L'acné mécanique est une éruption acnéiforme qui est observée après un traumatisme physique répété de la peau tel qu'un frottement, causé par des vêtements (ceintures et sangles) ou des équipements sportifs (casques de football et épaulettes),,. Une peau insuffisamment exposée à l'air contribue également à la formation d'acné mécanique.
On la confond souvent avec une éruption cutanée sur une peau moite et constamment frottée. Le terme « acné » décrit l'obstruction des follicules pileux (aussi appelés pores) par le sébum, les cellules mortes, la saleté, les bactéries ou les produits cosmétiques, créant ainsi un bouton. Les boutons peuvent varier en type, taille et forme, mais leur cause unique d'apparition est la même : la glande sébacée du pore s'obstrue et parfois s'infecte, ce qui produit du pus pour combattre l'infection et provoque ensuite le développement de lésions rouges et gonflées sur la peau.

## Signes et symptômes
Les signes et symptômes à un stade précoce sont plus difficiles à détecter. Initialement, l'acné mécanique ressemble à n'importe quel autre type d'acné. Cependant, sa cause est différente. L'acné est souvent liée aux hormones, à la production de sébum par la peau et à des prédispositions génétiques. L'acné mécanique désigne spécifiquement l'irritation cutanée provoquée par une pression excessive, la chaleur et le frottement.
Sous l'effet d'un frottement constant, la peau devient d'abord rugueuse, puis commence à développer des boutons acnéiques à cause d'une irritation persistante, comme de la transpiration ou des frottements plus fréquents. Si l'irritation persiste, une lésion acnéique plus grave se développe, grossissant et rouge. Elle se présente sous la forme de petites papules rouges et sensibles. Des points blancs et noirs peuvent également apparaître autour de la zone affectée, à la différence que les points blancs correspondent à des pores obstrués et fermés, tandis que les points noirs correspondent à des pores obstrués mais ouverts. Les symptômes peuvent également varier selon le type de peau ; une peau trop grasse ou trop sèche peut provoquer divers symptômes qui augmentent le risque d'acné mécanique,.

## Cause
Les frottements répétitifs de la peau, comme les frottements des cordons d'un sac à dos sur vos épaules ou les frottements des sangles d'un casque sur votre menton, sont des actions qui peuvent irriter la peau et provoquer de l'acné mécanique.
L'acné mécanique est un type spécifique d'acné causé par la friction, la chaleur et/ou la pression sur la peau. Elle apparaît particulièrement lorsque la peau n'est pas exposée à l'air. Elle est fréquente chez les sportifs, car la transpiration et le frottement constant d'une peau (par exemple, un uniforme trop serré) peuvent provoquer une éruption cutanée. Ce qui peut ressembler à une éruption cutanée est en fait de l'acné mécanique. L'acné mécanique peut également apparaître sur les côtés du visage, là où l'on tient son téléphone portable, notamment en raison des bactéries qu'il contient.
Certaines personnes sont plus sujettes à l'acné mécanique. Les adolescents et les jeunes adultes d'une vingtaine d'années, qui souffrent déjà d'acné sur le dos, les épaules et les fesses, sont les plus touchés.
D'autres personnes qui ont un type d'acné communément appelé « acné papier de verre », qui se caractérise par des lésions d'acné petites mais rugueuses qui ne sont pas très visibles mais qui ressemblent à du papier de verre au toucher, sont également plus susceptibles de développer de l'acné mécanique,.

## Mécanisme
L'acné mécanique est déclenchée par un stress mécanique et thermique combiné à une irritation cutanée. La peau exposée à ces facteurs de stress développe initialement une surface plus dure pour se protéger, mais si elle est soumise à cette pression continue, elle s'irrite et développe une éruption cutanée. On parle alors d'acné mécanique.
Lorsque vous êtes dans un climat chaud ou que vous faites du sport et que votre température corporelle augmente, la chaleur provoque l'ouverture des pores de la peau. Cette dilatation favorise l'accumulation de bactéries, de sébum et de cellules mortes, qui les obstruent. Chaque pore de votre corps possède un minuscule follicule pileux, et son obstruction provoque une irritation et une inflammation de ce dernier, ce qui entraîne la formation de boutons, notamment d'acné mécanique. Les globules blancs inondent la zone inflammatoire et, une fois morts, s'accumulent à la surface du pore, provoquant ce qu'on appelle un « point blanc ». Lorsque l'on perce un bouton, du pus s'écoule, contenant les globules blancs morts initialement présents pour désenflammer l'inflammation.
En fonction de la persistance des facteurs de stress, les boutons inflammatoires (également appelés papules et pustules) peuvent se transformer en nodules et en kystes, qui sont des formes plus graves d'acné enracinées plus profondément dans la peau,,.

## Diagnostic
L'acné mécanique peut être diagnostiquée par un dermatologue lors d'un examen physique. Dans les cas plus graves, une biopsie cutanée est réalisée pour examiner la pathologie.
On examine aussi les antécédents médicaux et familiaux pour vérifier si le patient a une prédisposition génétique à certaines maladies qui pourraient être à l'origine de divers types d'acné, susceptibles d'influencer l'apparition de l'acné mécanique. Par exemple, si les parents d'un patient avaient des problèmes d'acné, il est très probable que le patient ait également des soucis semblables. Ces difficultés peuvent varier d'un excès de cellules mortes à une obstruction croissante des pores.

## Traitement
Il n'existe pas de traitement spécifique pour l'acné mécanique. Toutefois, il est possible d'adopter des actions préventives pour réduire la fréquence de ses crises. Pour prévenir les frottements excessifs ou l'accumulation de chaleur sur la peau, il est conseillé d'opter pour des habits larges ou en matières respirantes, surtout lors de la pratique d'activités sportives ou physiques tels que la randonnée. Les habits larges réduisent les frottements et génèrent moins de pression mécanique sur la peau. Pour éviter de retenir l'humidité et pour atténuer le stress thermique, préférez le coton aux vêtements en polyester et viscose. Il est aussi bénéfique de prendre une douche tout de suite après l'exercice physique pour maintenir la propreté de la peau. Une routine de soins pour une peau bien hydratée est également utile. L'utilisation de produits de soin contenant de l'acide salicylique ou du peroxyde de benzoyle permet d'exfolier la peau en douceur et d'éliminer les bactéries. Ces deux substances chimiques présentes dans un nettoyant visage peuvent provoquer une sensation de picotement chez les personnes ayant la peau extrêmement sensible. D'autres pommades topiques peuvent être utilisées après consultation d'un dermatologue.

## Pronostic médical
Les effets à long terme de l'acné mécanique incluent des cicatrices potentielles et une décoloration de la peau au niveau de la lésion acnéique en cas de frottements répétés. Ce n'est pas une affection mortelle et l'acné disparaîtra d'elle-même si les facteurs de stress liés à la chaleur et à la pression sont évités et si la peau est maintenue propre afin d'éviter l'obstruction des pores.

## Épidémiologie
L'acné mécanique est plus fréquente chez les athlètes, les soldats vivant dans des climats chauds, les adolescents et les jeunes adultes. Les athlètes et les soldats peuvent développer des éruptions cutanées dues au frottement constant de leur équipement et de leur uniforme, qui se transforment en lésions d'acné mécanique. Les hommes sont davantage sujets à l'acné mécanique car leurs glandes produisent davantage de sébum, bien que leurs glandes soient plus petites que celles des femmes. C'est aussi l'une des raisons pour lesquelles l'acné masculine a tendance à persister plus longtemps une fois installée.
L'acné est généralement héréditaire, la génétique jouant donc également un rôle. Les personnes déjà acnéiques et présentant un type de peau problématique, qui a tendance à obstruer les pores, sont également plus susceptibles de développer de l'acné mécanique.

## Orientations de la recherche
Bien que cela n'ait pas de lien direct avec l'acné mécanique et les facteurs de stress thermiques ou de pression qui la provoquent, peu de recherches sont encore menées sur la santé des différents organes et leur lien avec l'acné apparaissant sur différentes zones du corps et du visage. Une corrélation entre les deux pourrait être explorée dans de futures études.